# スノー・ヒル (アラバマ州)
スノー・ヒル（Snow Hill）は、アメリカ合衆国のアラバマ州ウィルコックス郡にある非法人地域.Snow Hill Normal and Industrial Instituteはアメリカ合衆国国家歴史登録財に登録されている。

## 地形
スノー・ヒル は、北緯32度00分18秒 西経87度00分25秒 / 北緯32.005度 西経87.007度座標: 北緯32度00分18秒 西経87度00分25秒 / 北緯32.005度 西経87.007度に位置しており、海抜は226フィート (69 m).